# Macropodus oligolepis
Macropodus oligolepis är en fiskart som beskrevs av Nguyen, Ngo och Nguyen 2005. Macropodus oligolepis ingår i släktet Macropodus och familjen Osphronemidae. Inga underarter finns listade i Catalogue of Life.